# Béthencourt-sur-Mer
Béthencourt-sur-Mer is een gemeente in het Franse departement Somme (regio Hauts-de-France) en telt 997 inwoners (1999). De plaats maakt deel uit van het arrondissement Abbeville.

## Geografie
De oppervlakte van Béthencourt-sur-Mer bedraagt 3,0 km², de bevolkingsdichtheid is 332,3 inwoners per km².
De onderstaande kaart toont de ligging van Béthencourt-sur-Mer met de belangrijkste infrastructuur en aangrenzende gemeenten.

## Demografie
Onderstaande figuur toont het verloop van het inwonertal (bron: INSEE-tellingen).